# George L. Wellington
George L. Wellington (Cumberland, 1852. január 28. – Cumberland, 1927. március 20.) az Amerikai Egyesült Államok szenátora (Maryland, 1897–1903).